# FH Wiener Neustadt
Vyšší odborná škola Wiener Neustadt (německy: Fachhochschule Wiener Neustadt, zkr. FH Wiener Neustadt nebo FHWN) je rakouská vysoká škola ve Vídeňském Novém Městě, která nabízí vzdělání v oblasti techniky, ekonomiky, zdravotnictví, sportu a bezpečnosti.
V letech 1994-2004 nabízela škola pouze magisterské studium. V roce 2004 bylo studium, na základě Boloňského procesu, rozděleno na nové stupně - bakalářský a magisterský. Bakalářské studium trvá šest semestrů a magisterské čtyři.
FHWN byla založena jako první škola svého typu v celém Rakousku v roce 1994. V současné době nabízí škola přibližně 3 tisíce míst pro studenty ve 3 kampusech ve městech Wiener Neustadt, Wieselburg a Tulln. Studium na této škole úspěšně absolvovalo již více než 4 a půl tisíce studentů.
Díky internacionalizaci vzdělání má škola výměnné programy s více než 60 zahraničními vysokými školami. Většina oborů je vyučována v němčině, nicméně škola nabízí i mezinárodní obory v angličtině. Například v roce 2003 byl spuštěn obor Mezinárodní obchodní poradenství (anglicky: Business Consultancy International), kde je zastoupeno více než 50 národností.